# Ceslav Ciuhrii

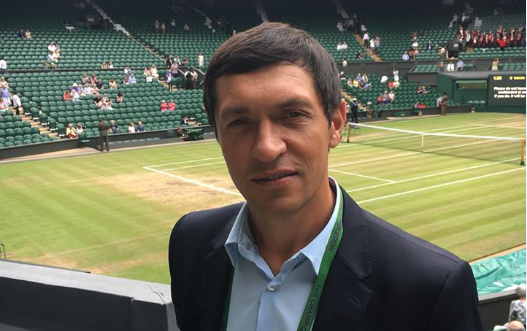
Ceslav Ciuhrii, 2019

Ceslav Ciuhrii (* 14. Juli 1973 in Bahmut, Călărași, Republik Moldau) ist ein moldauischer Biotechnologe und Geschäftsmann. Seit dem 11. Juni 2018 ist er Präsident der Nationalen Tennisföderation Moldawiens.

## Leben
Ceslav Ciuhrii wurde am 14. Juli 1973 in der Ortschaft Bahmut im Bezirk Călărași geboren. Seine Eltern waren Svetlana Ciuhrii und Mircea Ciuhrii. Letzterer war ein habilitierter Doktor der Biologie mit Schwerpunkt Virologie. Zudem war er Mitglied der New York Academy of Sciences.
Ceslav Ciuhrii absolvierte im Jahr 1995 das Studium an der Staatlichen Universität Moldaus mit der Spezialisierung „Mikrobiologie und Virologie“. Im Jahr 2010 erwarb er den Doktortitel an der Akademie der Wissenschaften der Republik Moldau mit einer Dissertation über „Die Herstellung von Substanzen zur Behandlung der benignen Prostatahyperplasie“ und erfand Adenoprosin.
Ab 1998 studierte er die aktiven biologischen Substanzen, die von seinem Vater hinterlassen wurden, und erhielt 2003 die ersten Genehmigungen für klinische Studien. Im Jahr 2005 erhielt er die Zulassung zur Herstellung des pharmazeutisch aktiven Wirkstoffs Adenoprosin, der aus Insektengewebe gewonnen wird. Kurz nach der Genehmigung der Arzneimittelagentur im Jahr 2006 begann er mit der Produktion des Medikaments mit dem aktiven Wirkstoff Adenoprosin. Um den Rohstoff herzustellen, erwarb er eine spezialisierte Fabrik. Das fertige Produkt selbst wird jedoch von einer dritten Fabrik hergestellt.
Im Jahr 1998 gründete er das Unternehmen Newtone Laboratories und später die Unternehmen Biotehnos und Entofarm. Diese Unternehmen sind auf die Herstellung von pharmazeutischen Rohstoffen spezialisiert, insbesondere zur Behandlung von Osteoarthritis. Ciuhrii besitzt pharmazeutische Unternehmen in Rumänien, Russland und anderen GUS-Ländern (Gemeinschaft Unabhängiger Staaten). Darüber hinaus gründete er im Jahr 1998 Vertriebs- und Marketingunternehmen für pharmazeutische Produkte in Bukarest und 2015 in Russland. Seit 2015 entwickelt er sein eigenes Verkaufs- und Vertriebsteam für seine Produkte in Rumänien und in mehreren GUS-Ländern, einschließlich Kasachstan, Belarus und der Ukraine.
Seit Februar 2022 entwickelt Ceslav Ciuhrii in der Hauptstadt der Republik Moldau „Satul German“, ein europäisch geprägtes Viertel. Es wird eine Kapazität von etwa 5000 Einwohnern haben, komplett neu gebaut am Boulevard Dacia, und wird eine autonome Siedlung sein, ausgestattet mit Schule, Kindergarten, Krankenhaus, Einkaufszentrum, Fitnesszentrum, Geschäftszentrum und moderner, umfassender Infrastruktur.
Genauso baut Ceslav Ciuhrii zusammen mit der internationalen Gruppe ACCOR das erste Hotel der ibis-Styles-Kette in Chișinău.
Im Jahr 2022 betrat Ceslav Ciuhrii auch den Medienmarkt und wurde Eigentümer der Sender „Radio Noroc“ und „Noroc TV“. Über diesen Schritt erklärte Ciuhrii, dass er alles in seiner Macht Stehende tun werde, um „einen würdigen Medienkanal auf den Markt zu bringen, der die nationale Kultur und junge Talente fördert“.

### Soziale Aktivität
Am Ende des Jahres 2020 wurde die Existenz der Ceslav Ciuhrii Charity Foundation bekannt gegeben. Das erste Projekt dieses Vereins trug den Titel „Verschenke die Magie einer Geschichte“ und wurde zwischen dem 15. Dezember 2020 und dem 15. Januar 2021 durchgeführt.
Ein weiteres wichtiges soziales Projekt, das von Ceslav Ciuhrii und seiner Stiftung unterstützt wird, ist „Rettet die kleinen Herzen“, bei dem er finanziell Kinder in der Republik Moldau unterstützt, die teure chirurgische Eingriffe im Ausland benötigen.
Seit dem 11. Juni 2018 ist Ciuhrii Präsident des Nationalen Tennisverbandes der Republik Moldau und war zuvor ein aktives Mitglied und Sponsor für verschiedene Veranstaltungen. Er hat die Teilnahme der Republik Moldau am Davis Cup finanziell unterstützt. Ceslav Ciuhrii ist auch ein Unterstützer von Radu Albot, dem besten Tennisspieler der Republik Moldau.